# Liste d'ordres de préséance
L’ordre de préséance est l'ordre hiérarchique selon lequel un élément ou une personne est placé l'un par rapport à l'autre. Il peut concerner l'ordre des personnes lors des cérémonies officielles en présence de la famille royale par exemple, ou celui de l'utilisation des médailles et ordres honorifiques.
Il est souvent différent en fonction du contexte interne d'un pays ou d'une organisation.
La position d'une personne ou d'un élément dans l'ordre de préséance n'est pas forcément une indication sur son importance réelle, mais résulte plutôt d'une pertinence cérémoniale ou historique.

## Ordres de préséance par pays

### Algérie
Les membres des corps et les autorités assistent aux cérémonies publiques, ils y prennent rang dans l'ordre de préséance suivant :
1. le président de la République ;
2. le président du Conseil de la nation ;
3. le président de l'Assemblée populaire nationale ;
4. le Premier ministre ;
5. le gouvernement dans l'ordre de préséance arrêté par le président de la République lors la nomination ;
6. le chef d'État-Major de l'Armée nationale populaire (Algérie)[réf. nécessaire].

### France
Décret du 24 messidor de l'an XII (13 juillet 1804). Il définit les règles protocolaires, de préséance ainsi que les honneurs militaires, civils et funèbres à prodiguer aux diverses autorités. Il est institué par Napoléon. Ce texte restera inchangé jusqu'en 1907 (la séparation de l'église et de l'État incite Georges Clemenceau à modifier le décret du 24 messidor au profit de l'État plutôt que de l'Église).
Elle concerne l'ordre hiérarchique des personnalités lors des représentations officielles. Les règles de préséance définissent par ordre d'importance les invités, et, par conséquent, détermine l'ordre de passage des personnalités lors des cérémonies (qui parle en premier, où se placer lors d'un repas, etc.).
Il y a deux types de préséance :
1. L'officielle relève du décret n°89-655 du 13 septembre 1989[1] et est donc impérative ;
2. Celle dite « de courtoisie », relève des usages et du savoir-vivre, qui est plus souple et plus adaptable selon circonstances.